# Shooting Stars FC

O Shooting Stars é um clube de futebol da Nigéria, da cidade de Ibadan.

## História
O clube foi um dos fundadores do Campeonato Nigeriano de Futebol em 1972, quando era chamado de WNDC Ibadan (Western Nigeria Development Company), e foi mais tarde chamado IICC (Industrial Investment and Credit Corporation) Shooting Stars de Ibadan. O clube foi 5 vezes campeão da Nigéria premier league e 8 vezes campeão da Taça da Nigéria ,semdo deste ultimo o recordista atual. Além de conquistar  a Recopa Africana em 1976 e a Copa da CAF em 1992, chego em 1984 e 1996 na final da Liga dos Campeões da CAF, tendo o Zamalek carrasco nas duas finais.

.

## Títulos
| CONTINENTAIS | CONTINENTAIS         | CONTINENTAIS | CONTINENTAIS                                    |
|              | Competição           | Títulos      | Temporadas                                      |
| ------------ | -------------------- | ------------ | ----------------------------------------------- |
| Africa       | Copa da CAF          | 1            | 1992                                            |
| Africa       | Recopa da CAF        | 1            | 1976                                            |
| NACIONAIS    |                      |              |                                                 |
|              | Competição           | Títulos      | Temporadas                                      |
| Nigéria      | Campeonato Nigériano | 05           | 1976, 1980, 1983, 1995, 1998                    |
| Nigéria      | Copa da Nigéria      | 08           | 1959, 1961, 1966, 1969, 1971, 1977, 1979, 1995. |

Liga dos Campeões da CAF
- vice-campeão: 1984, 1996.